# Bonneuil, Indre

Bonneuil este o comună în departamentul Indre, Franța. În 1 ianuarie 2022 avea o populație de 75 de locuitori.